# برغنية حصارية
برغنية حصارية (الاسم العلمي:Bergenia hissarica) هي نوع من النباتات تتبع جنس البرغنية من فصيلة كاسرات الحجر.